# Cehegín
Cehegín ist eine südspanische Kleinstadt und eine aus mehreren Dörfern und Weilern bestehende Gemeinde (municipio) mit 14.476 Einwohnern (Stand: 2024) im Norden der Provinz Murcia in der gleichnamigen autonomen Region Murcia. Das Ortszentrum wurde im Jahr 1982 als Conjunto histórico-artístico anerkannt.

## Lage
Die Kleinstadt Cehegín liegt am Río Argos gut 65 km (Fahrtstrecke) westlich der Stadt Murcia in einer Höhe von ca. 540 m ü. d. M. Das Klima im Winter ist gemäßigt, im Sommer dagegen warm bis heiß; die geringen Niederschlagsmengen (ca. 350 mm/Jahr) fallen – mit Ausnahme der nahezu regenlosen Sommermonate – verteilt übers ganze Jahr.

## Bevölkerungsentwicklung
| Jahr      | 1857  | 1900   | 1950   | 2000   | 2016   |
| Einwohner | 8.710 | 11.601 | 15.830 | 14.171 | 15.321 |

Die kontinuierliche Bevölkerungsanstieg ist im Wesentlichen auf die immer noch anhaltende Zuwanderung aus dem ländlichen Umland zurückzuführen.

## Wirtschaft
Cehegín liegt in der ländlichen Zone der Provinz Murcia; es wurden hauptsächlich Obst- und Olivenbäume angepflanzt. Im Ort selbst haben sich Kleinhändler, Handwerker und Dienstleistungsbetriebe aller Art angesiedelt. Bereits um 1750 wusste man von mehreren Natursteinvorkommen in der Umgebung des Ortes, doch erst im 20. Jahrhundert sind kleinere Marmorsteinbrüche entstanden.

## Geschichte
Die ältesten Fundstücke, die die Anwesenheit des Menschen in der Region bezeugen, werden in die Jungsteinzeit datiert; beim Abrigo del Pozo finden sich Reste von Felsmalereien, die zum UNESCO-Welterbe der Felsmalereien in der spanischen Levante gehören.  Iberische, römische und westgotische Funde wurden in der antiken Stadt Begastri gemacht; seit dem Jahr 560 war Begastri Bischofssitz. In den Jahren nach 711 wurde die Gegend von den Mauren überrannt. Nach der Rückeroberung (reconquista) der Region durch kastilisch Truppen unter Alfons X. im Jahr 1243 wurde das quasi unabhängige Taifa-Königreich Murcia in ein christliches Königreich umgewandelt, welches jedoch eng mit der Krone von Kastilien verflochten war, doch kam es in den Jahren 1296 bis 1304 vorübergehend  unter aragonesische Herrschaft. Erst in dieser Zeit entstand und entwickelte sich der neue Ort Cehegín, der ab dem Jahr 1344 vom Santiago-Ritterorden verwaltet wurde.

## Sehenswürdigkeiten

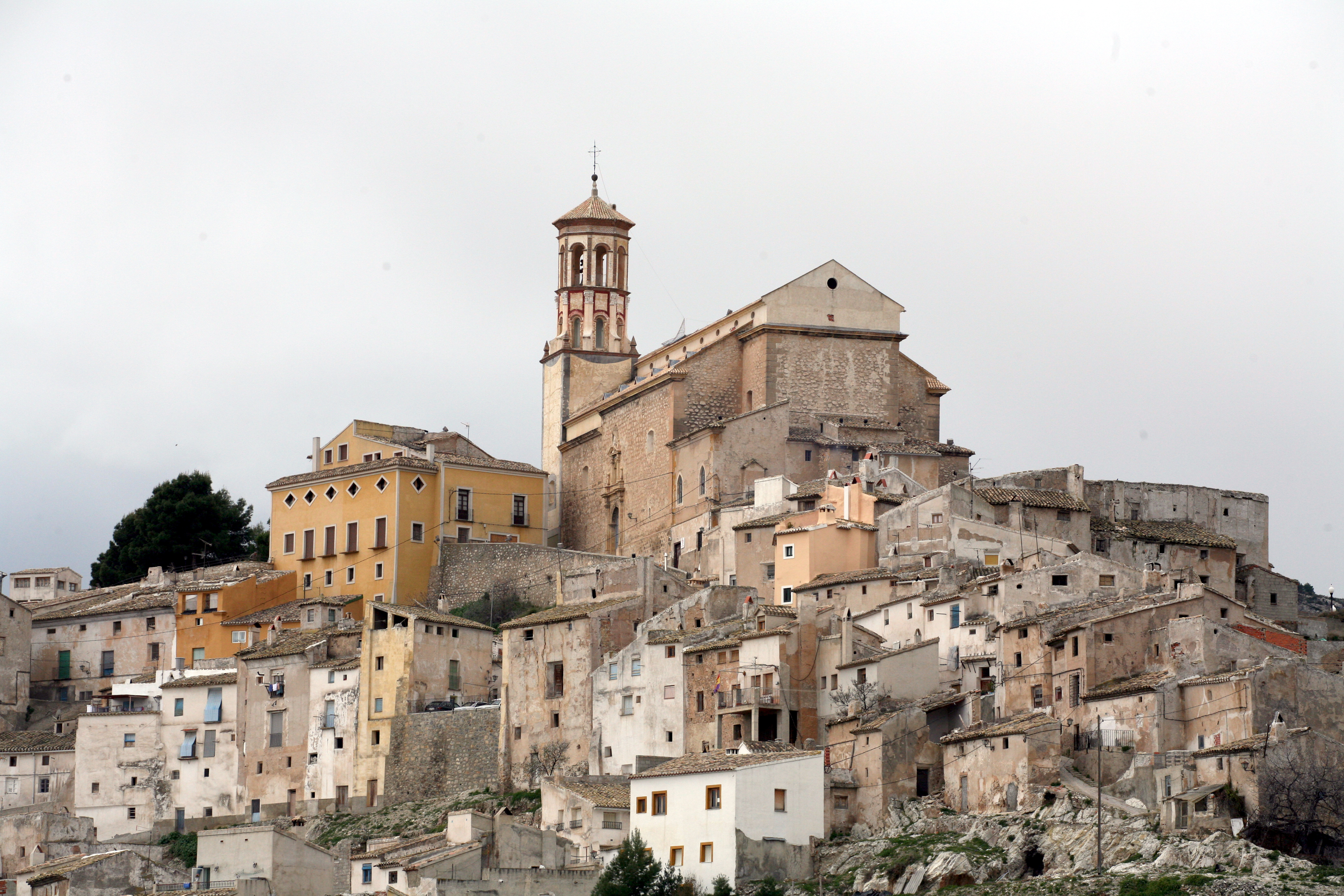
Cehegín mit Iglesia de Santa María Magdalena

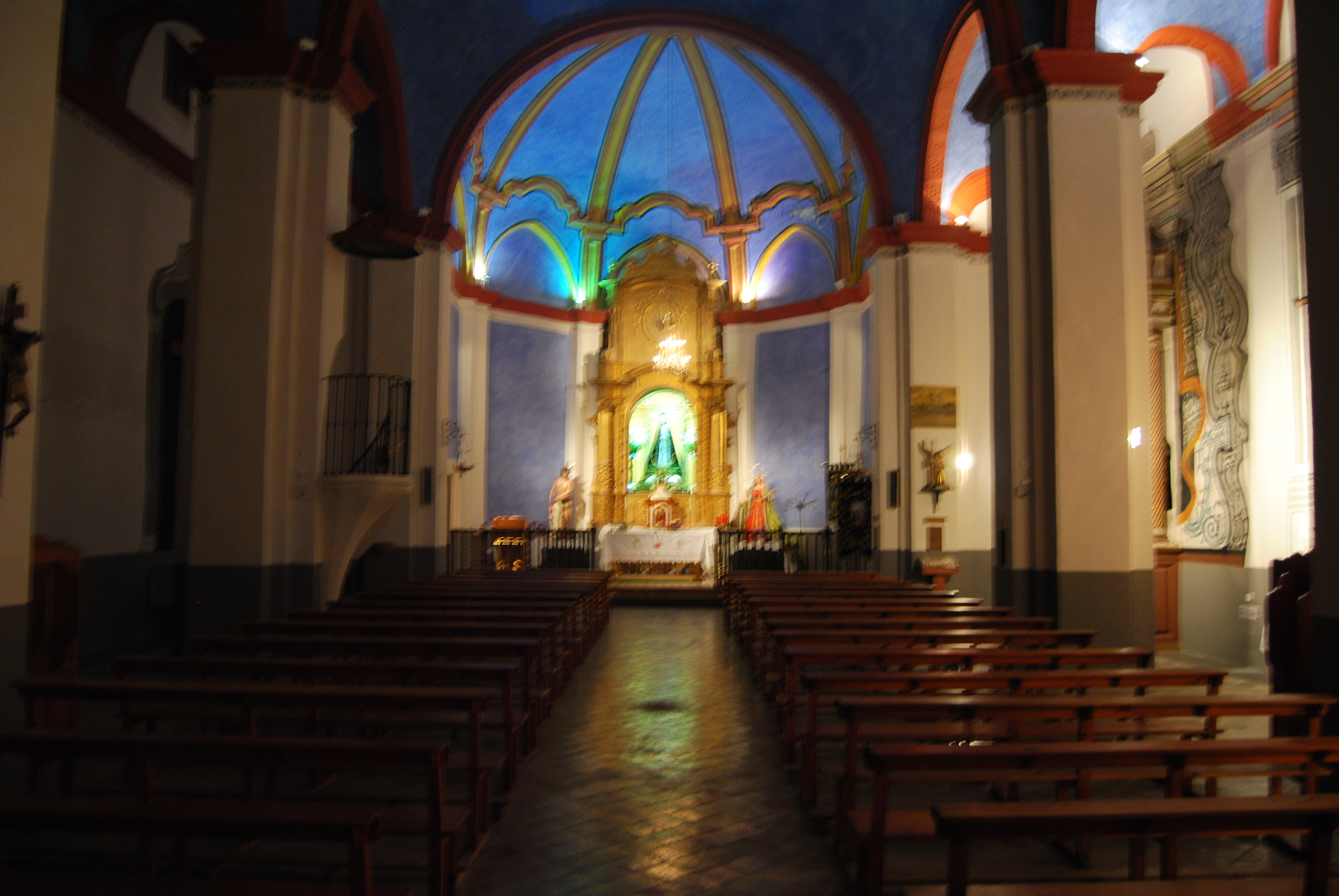
Innenraum der Iglesia de Santa María Magdalena

- Mit dem Bau der Iglesia de Santa María Magdalena wurde im 16. Jahrhundert begonnen, doch zog sich die Fertigstellung bis zum Ende des 17. Jahrhunderts hin. Die dreischiffige Basilika ist von einem Rippengewölbe bedeckt und dient heute als Museum für sakrale Kunst.[7]
- Die Iglesia de la Soledad entstammt der Zeit um 1600; der Glockenturm wurde jedoch erst im 18. Jahrhundert erbaut. Die Kirche ist ebenfalls dreischiffig. An den Außenwänden stehen mehrere Barockaltäre; hinter dem Hauptaltar befindet sich ein Camarín.[8]
- Die außen wie innen eher schlichte Iglesia de la Concepción ist die älteste Kirche der Stadt – sie entstand in der Zeit um 1500; ihr Portal zeigt deutliche Renaissanceeinflüsse. Der Chorbereich ist gegenüber dem Kirchenschiff um mehrere Stufen erhöht.[9]
- Der Convento de San Esteban war die Kirche des Franziskanerordens; sie entstand in der Zeit vom 16. bis ins 18. Jahrhundert. Die Kirche besitzt einen Camarín hinter dem Hauptaltar. Mittelpunkt des Klausurbereichs war der Kreuzgang.[10]
- Das Museo arqueológico befindet sich in einem Renaissancepalast. Es zeigt  vor allem Funde aus Begastri.[11]
- Der Palacio de la Tercia ist ein Stadtpalast im Mudéjarstil; er gehörte dem Santiagoorden, der die Kellergewölbe als Lagerräume für Wein und Getreide nutzte. Das Gebäude beherbergt heute ein exklusives Restaurant.[12]

Umgebung
- Der Parque arqueológico de Begastri befindet sich etwa 3 km östlich der Stadt. Imposant sind lediglich die erhaltenen Teile der Stadtmauer (muralla). Alle bedeutenden Funde sind im örtlichen Museo Arqueológico ausgestellt.[13]

## Söhne und Töchter
- Sebastián Chico Martínez (* 1968), römisch-katholischer Geistlicher, Bischof von Jaén
- Ana Carrasco (* 1997), Motorradrennfahrerin